# Tetragona mayarum
Tetragona mayarum är en biart som först beskrevs av Cockerell 1912.  Tetragona mayarum ingår i släktet Tetragona och familjen långtungebin. Inga underarter finns listade i Catalogue of Life.

## Bildgalleri

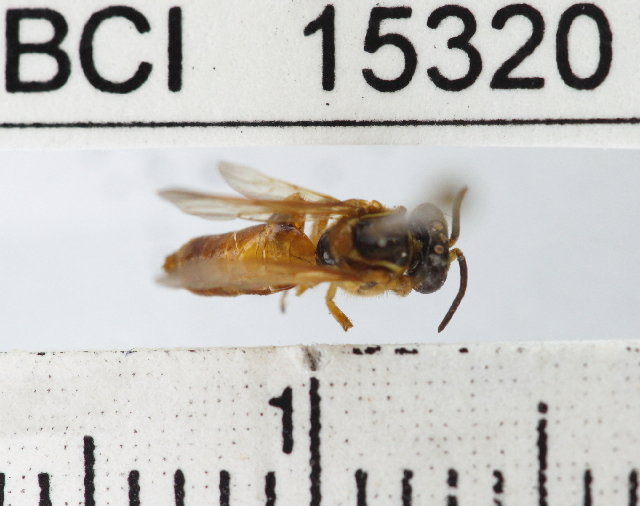